# Bjørn Erik Thon
Bjørn Erik Thon, född 6 februari 1963 är en norsk jurist och ombudsman.
Han utexaminerades med en juristexamen år 1989. Från 1999 till 2000, under Regeringen Bondevik I, arbetade Thon som politisk rådgivare på Norska justitie- och polisdepartementet (Justis- og politidepartementet). Han har varit en medlem av Grefsen-Kjelsås distriktsråd för Venstre fram till 2001.
Mellan 2000 och 2010 var han Norges konsumentombudsman (Forbrukerombudet). I maj 2010 efterträdde han Georg Apenes som i generaldirektörer för Datatilsynet, även om Ove Skåra varit tillförordnad generaldirektör där emellan. År 2022 blev han på nytt norsk ombudsman, denna gång som jämställdhets- och diskrimineringsombud (likestillings- og diskrimineringsombudet)
År 2000 påbörjade han en karriär som författare med sin kriminalroman Svart kappe.